# Bulgária művészete

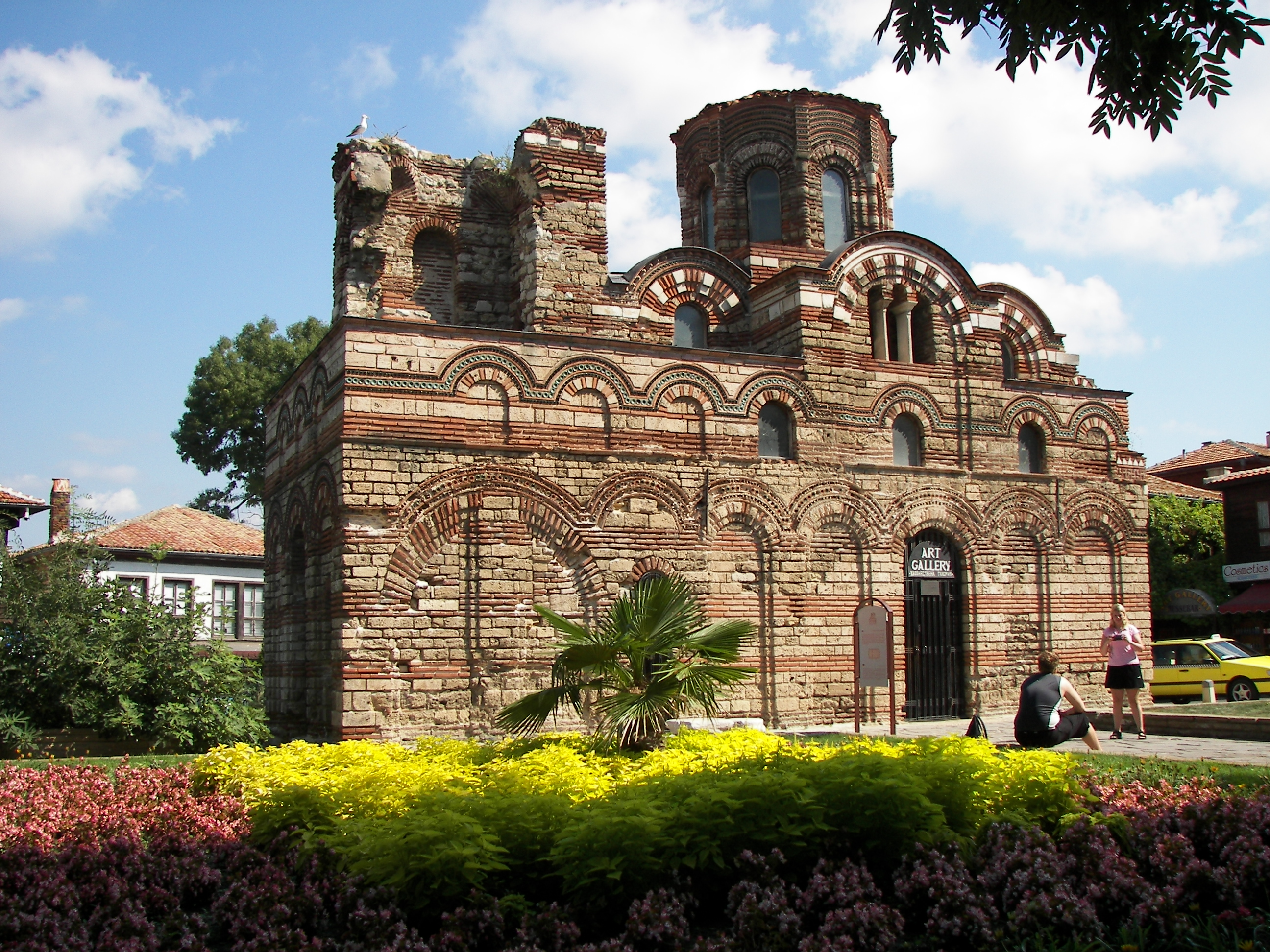
a neszebári templom

Bulgária művészete alatt Bulgária területének művészetét értjük.

## Bulgária művészetének története

### Őskor
A területen már 40 000 évvel ezelőtt volt település. A neolitikumból gazdag kerámialeletek ismeretesek, megjelentek velük az első plasztikus ábrázolások is. A kőedények és kőfaragások szoros kapcsolatokat mutatnak a kükladikus kultúrával. 

### Rézkor, vaskor
A rézkorszakban feltűntek az első aranytárgyak. Az egykorú építészetről a kodsa-dermeni agyag házmodell ad képet. A kora bronzkor emlékei nagyrészt elpusztultak, a késő bronzkor már jobban ismert. A Kr. e. 2. évezred második feléből a mükénéi kultúra erős hatása mutatkozik.
A vaskorban a trák művészet kezdett önálló formát ölteni, akik a 9-8. században vándoroltak be (valcsitrani aranykincs). Lásd: trák művészet.

### Kr. e. 7. sz. - Kr. u. 5. sz.

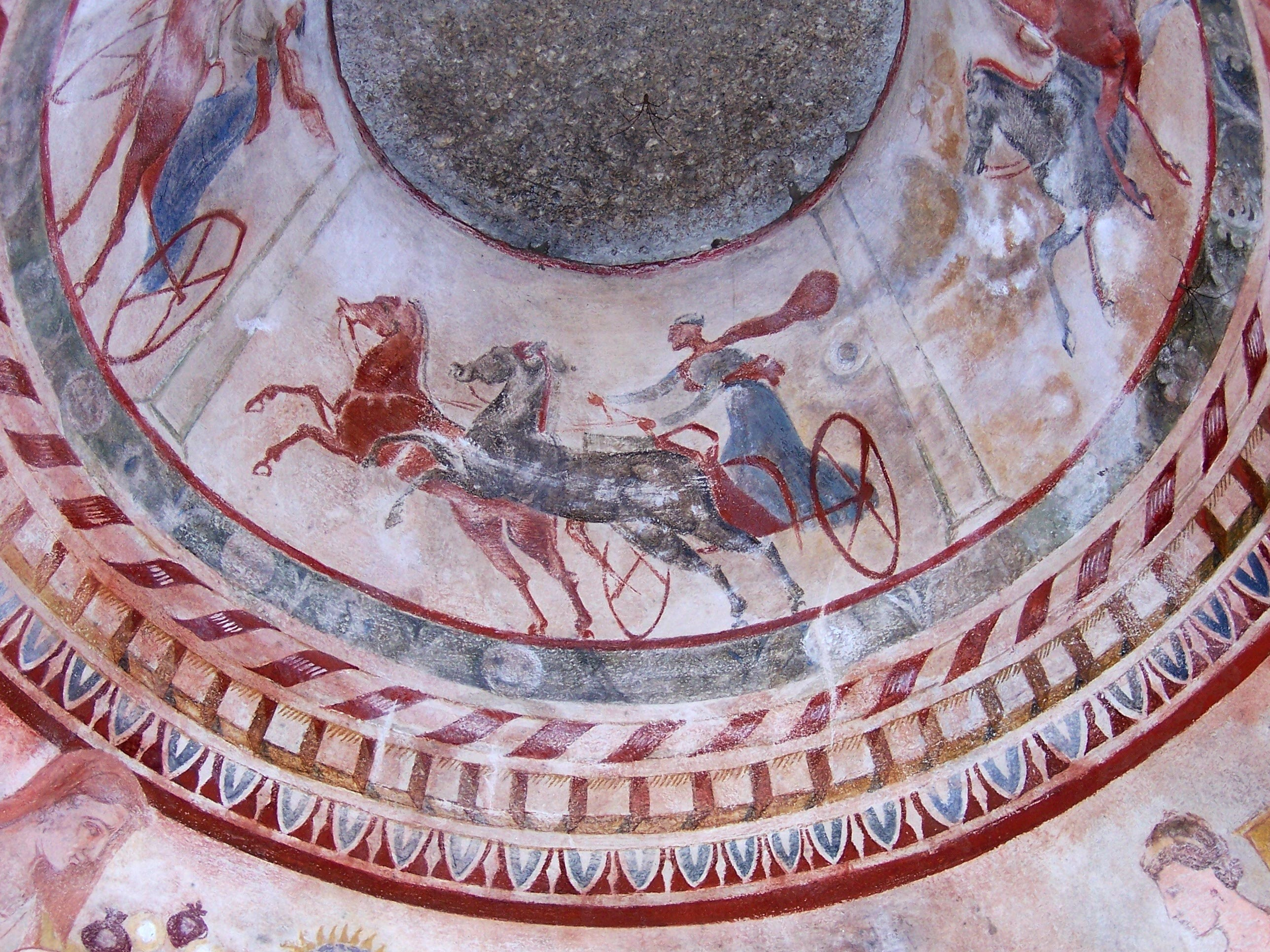
a kazanlaki trák sír festményei

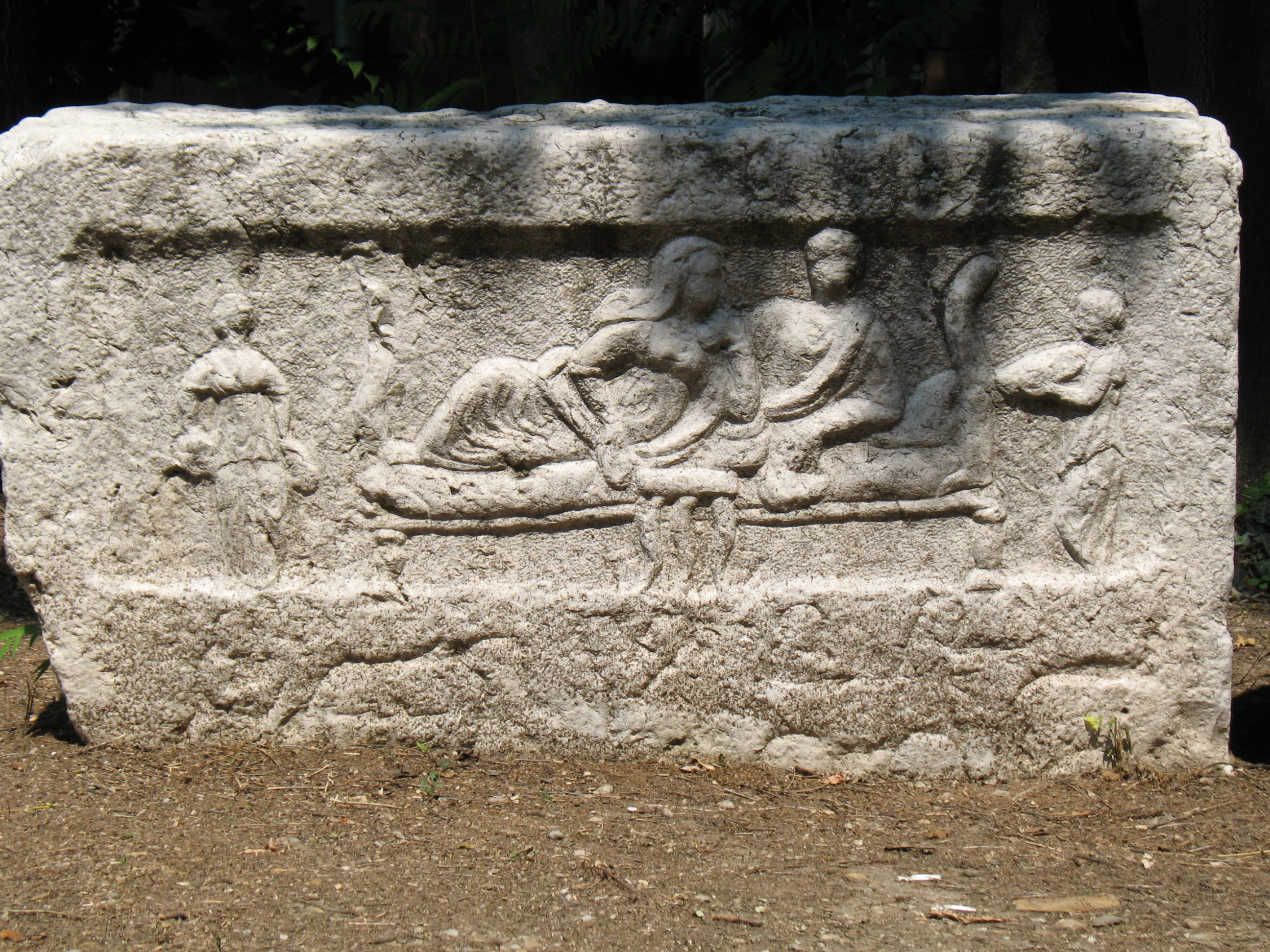
római szarkofág

A Kr. e. 7. század végén kezdődött a terület gyarmatosítása a hellének által. Az alapított városok (Apollonia, Meszembria, Odésszosz) művészeti központokká váltak. A görög formakincs hatott a trák vezető réteg ízlésére, ennek a keveredésnek emlékei a panagüristei aranylelet, a kazanlaki falfestmények, duvanliji halomsírok. A Kr. e. 6. századtól kezdve a szkíta művészet hatása is mutatkozott.
A római korban sok új város épült (Oescus, Nicopolis ad Istrium, Serdica). Ezeknek kultúrája a birodalom keleti provinciáiéval azonos képet mutat. Jellegzetes leletek a fogadalmi domborművek és sírdomborművek (pl. az ún. Thrák lovas). Néhány kimagasló alkotás is előkerült, pl. Praxitelész Erószának másolata, III. Gordianus portréja Nicopolis ad Istriumból, szilisztrai falfestmények, oescusi mozaik.
Az i. sz. 4. századtól az ókeresztény művészet emlékei maradtak fenn.

### Ősbolgár művészet

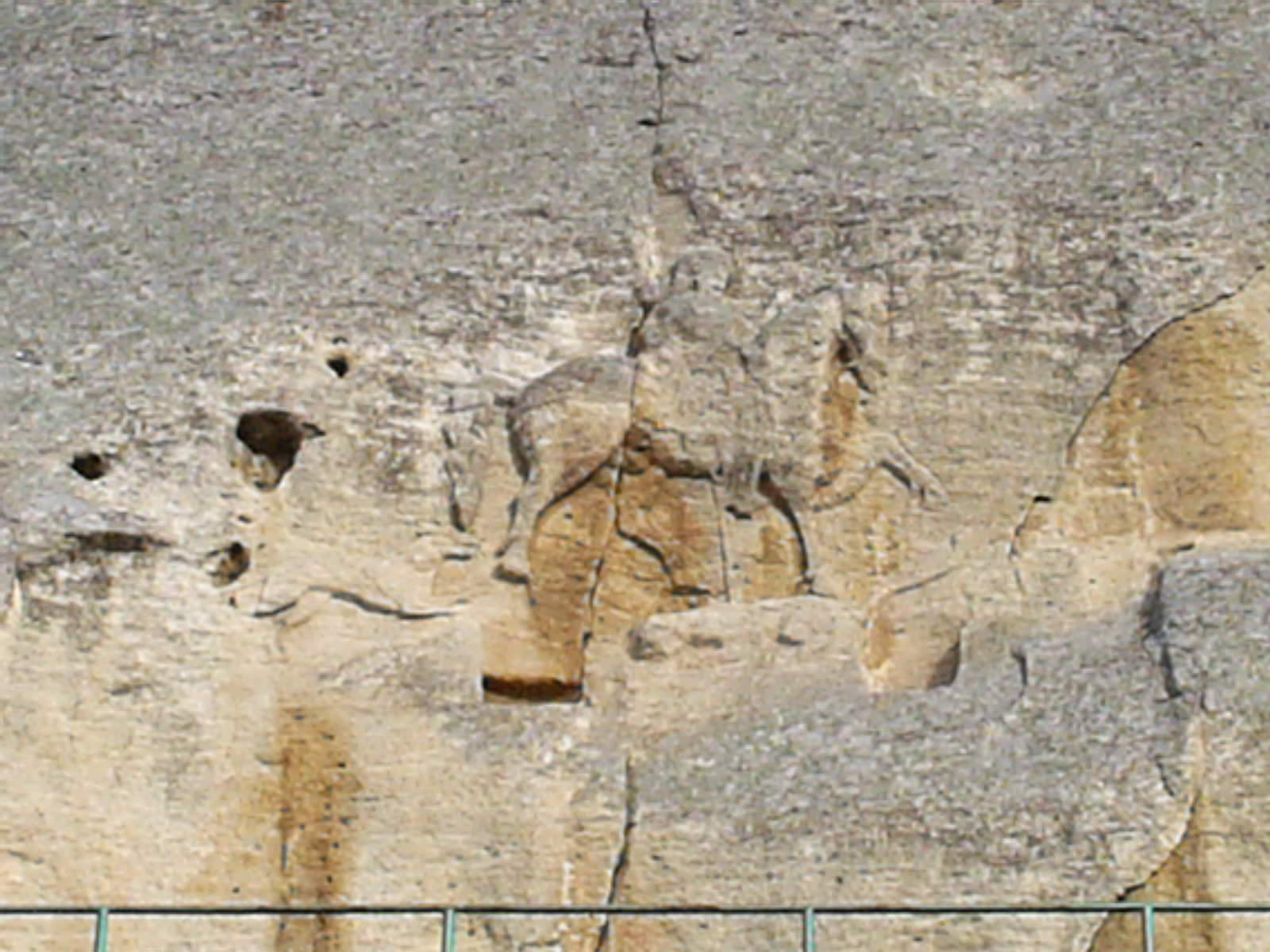
a madarai lovas

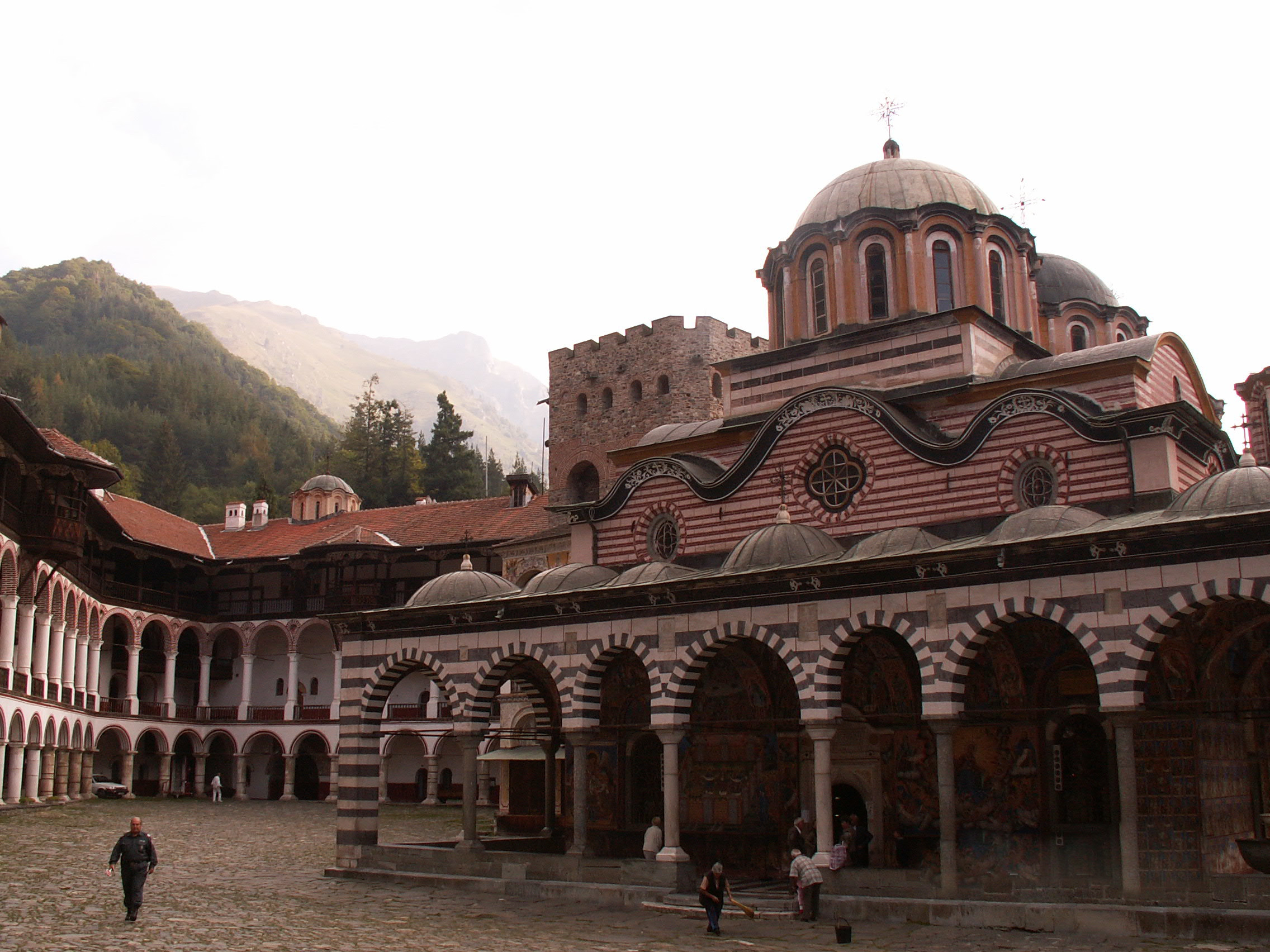
a rilai kolostor

A területre érkező bolgárok megtelepedése idejéből fennmaradt legszebb emlék a madarai lovas (8. sz) sziklába vésett alakja. A bizánci művészet hatása erős volt a kezdetektől. A legkorábbiak Mesembria templomai (6. sz.), Simeon cár preszlavi palotája (9. sz.), a preszpai Achilles-templom (1000. k.), az ohridai Szófia-templom (11. sz. második fele), a trnovói Dimitri-székesegyház (1186. k.), a bojánai templom (13. sz). A templomokban jelentős falfestmények maradtak fenn, mint a giottói hangulatot árasztó, de időben azt megelőző bojánai freskósorozat (13. sz. közepe).

### Középkor, kora újkor

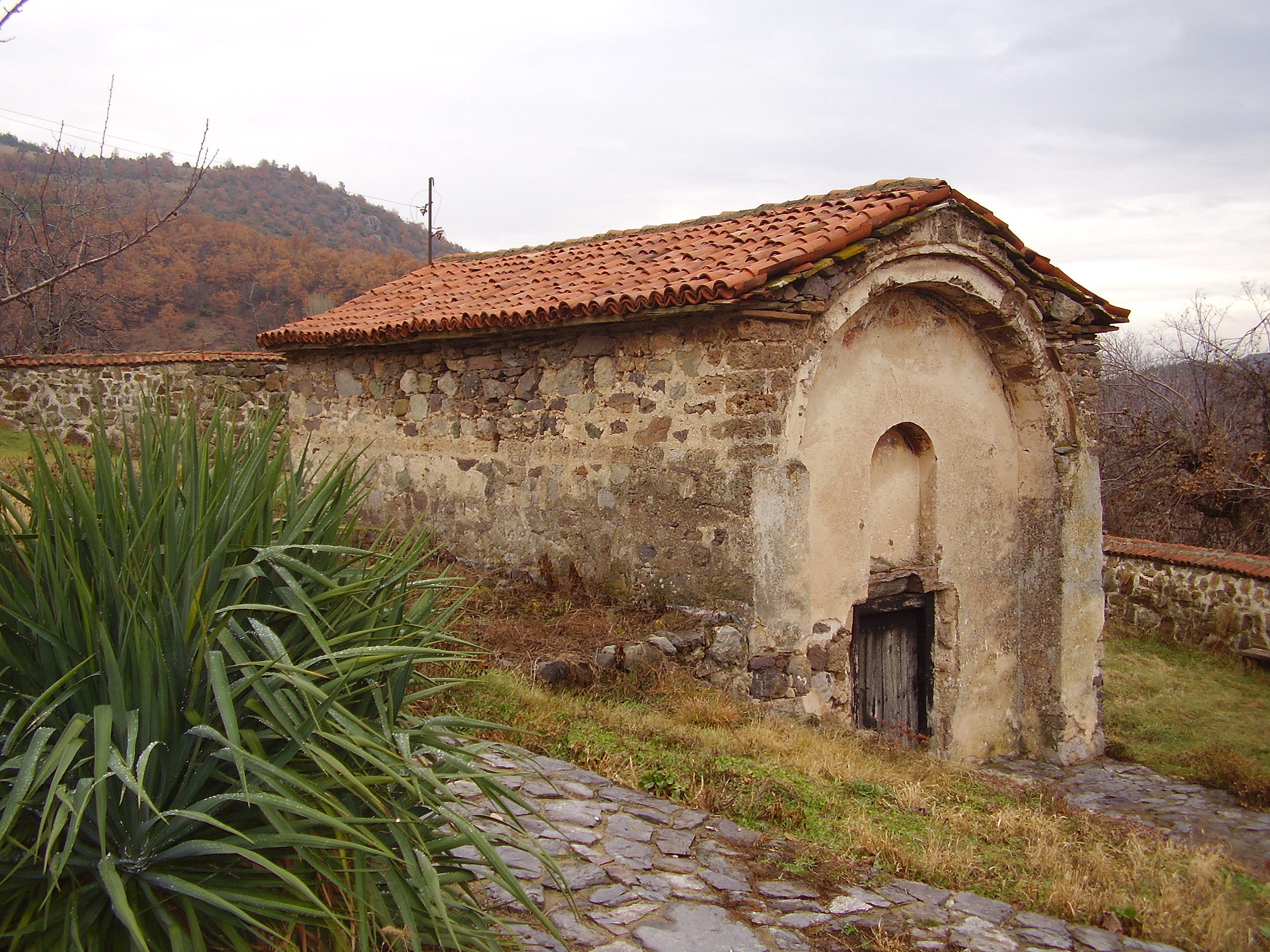
a vukovói templom

A középkor további jelentős építkezései: a rilai kolostor (15. sz.), a vukovói templomok (16. sz.), Bacskovo, Trnovo és Arbanassi templomai (17. sz.). A festészet emlékei egyre nagyobb számban maradtak fenn, talán a legjelentősebb Bobocsevo templomának képsorozata.

### 19-20. század
A terület török hódítása alatt a bolgár művészet nem tudott teljes erejében kibontakozni, csak a 19. század elején mutatnak az alkotások a középkoriakéhoz hasonló nagy kvalitásokat (rilai kolostor templomának újjáépítése).
Az ikonfestészet hagyományai tovább éltek. CH. Dimitrov alapította meg a szamokovi iskolát, ez a korábbi hagyományokat felszámolva megengedte a szabadabb emberábrázolást. Tanítványa J. Zograf (1810-1853).
Az ország felszabadulása a török uralom alól átrajzolta az ország művészeti képét. Új művészeti központok alakultak ki. A fiatal művészek egy része Oroszországba ment tanulni, ahol elsajátította az orosz realista festészetet. A fő műfajok az életkép és a tájkép voltak. A portréfestészet a század végén bontakozott ki.
Az 1930-as évekig a nyugati haladó irányzatok hatása igen erőteljes volt. Ekkor megjelent egy nagy hatású realista irányzat, mely a későbbi szocialista realizmust készítette elő.
A szovjet uralom alatt nagyszabású városépítkezések zajlottak. Virágzott a bolgár grafika. A népművészet is fontos lett (fafaragás, szőttesek, kerámia).

## Bulgária művészete egyes művészeti ágak szerint

### Építészet

Alekszander Nyevszkij-katedrális

Bulgária építészetét a bizánci építészet alatt szokták tárgyalni. Jelentősebb emlékei (rilai kolostor, neszebári templom) bizánci típusú elrendezést, falazástípust, díszítőelemeket mutatnak.
Az önálló bolgár építészet a 19. században alakult ki. A nyugat-európai historizmus szellemében először a helyi építészeti múlt, azaz a bizánci stílus felé fordult a figyelem, létrehozva egy neobizánci építészeti stílust, melynek szép példája a szófiai Alekszander Nyevszkij-katedrális épülete. Rousse városában a historizmus más stílusai is megjelentek (színház épülete).